# Chełmża (stacja kolejowa)
Chełmża – stacja kolejowa w Chełmży, w powiecie toruńskim, w województwie kujawsko-pomorskim. Stacja obsługuje połączenia pasażerskie obsługiwane przez przewoźnika Arriva do Bydgoszczy, Brodnicy, Grudziądza, Torunia i Sierpca.

## Ruch pasażerski
| Rok  | Wymiana pasażerska na dobę |
| ---- | -------------------------- |
| 2017 | 500-699                    |
| 2022 | 300-499                    |

## Historia
Projekt neogotyckiego budynku dworca powstał w 1897 roku; dwa lata później przystąpiono do jego realizacji wraz z kompleksem budynków towarzyszących. W 1899 roku przy przejeździe wzniesiono budynek wartowni kolejowej, a w kolejnych latach dokonano rozbudowy torowiska i lokomotywowni (1902) oraz budowy budynków mieszkalnych dla kolejarzy przy Ładowni (1903) i ul. Polnej (1907).
Wiosną 2009 roku zamknięto kasę biletową na dworcu. Po modernizacji stacji uruchomiono automat biletowy.

## Galeria

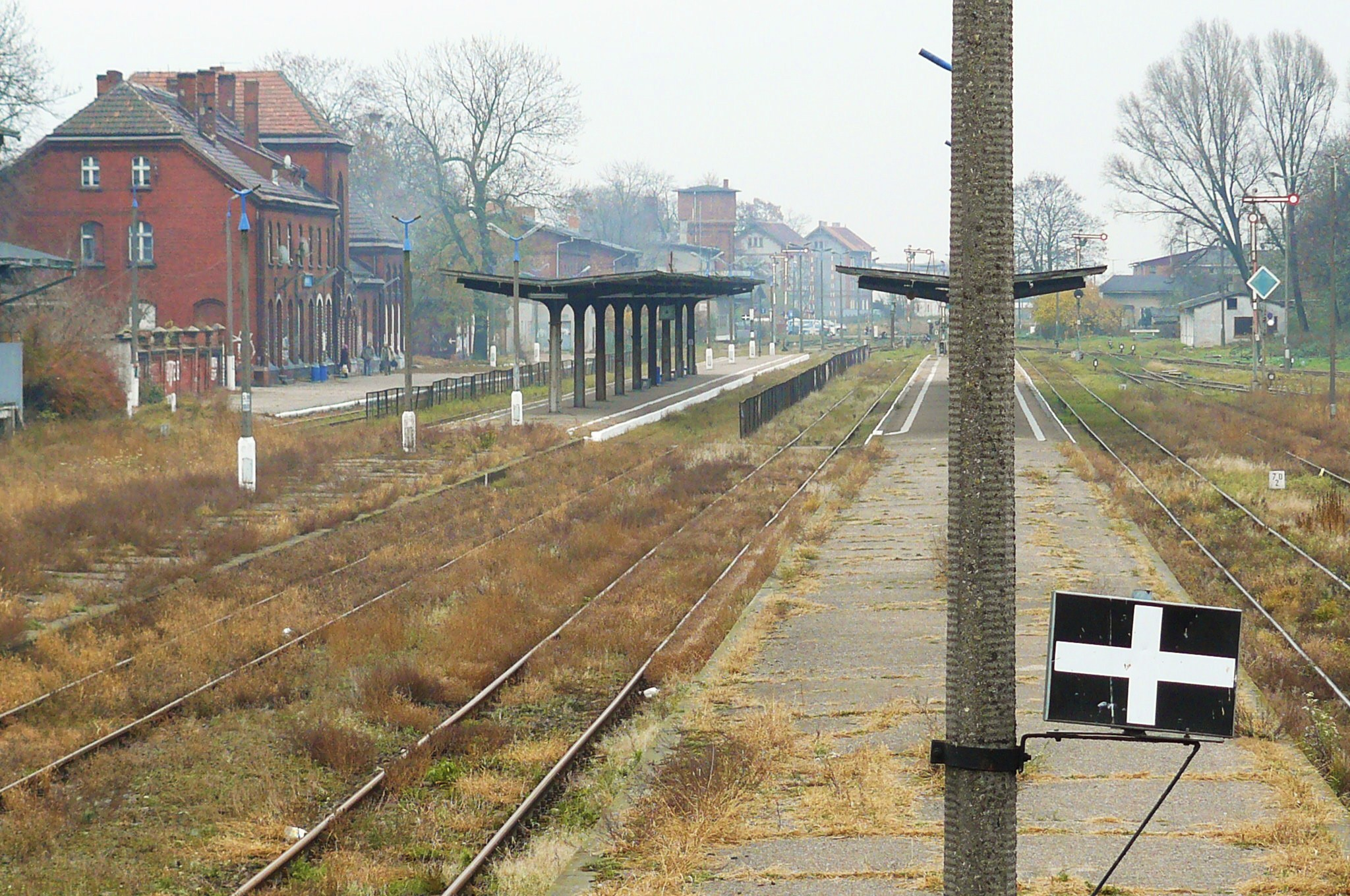
Widok ogólny stacji z peronu. Na pierwszym planie wskaźnik W4
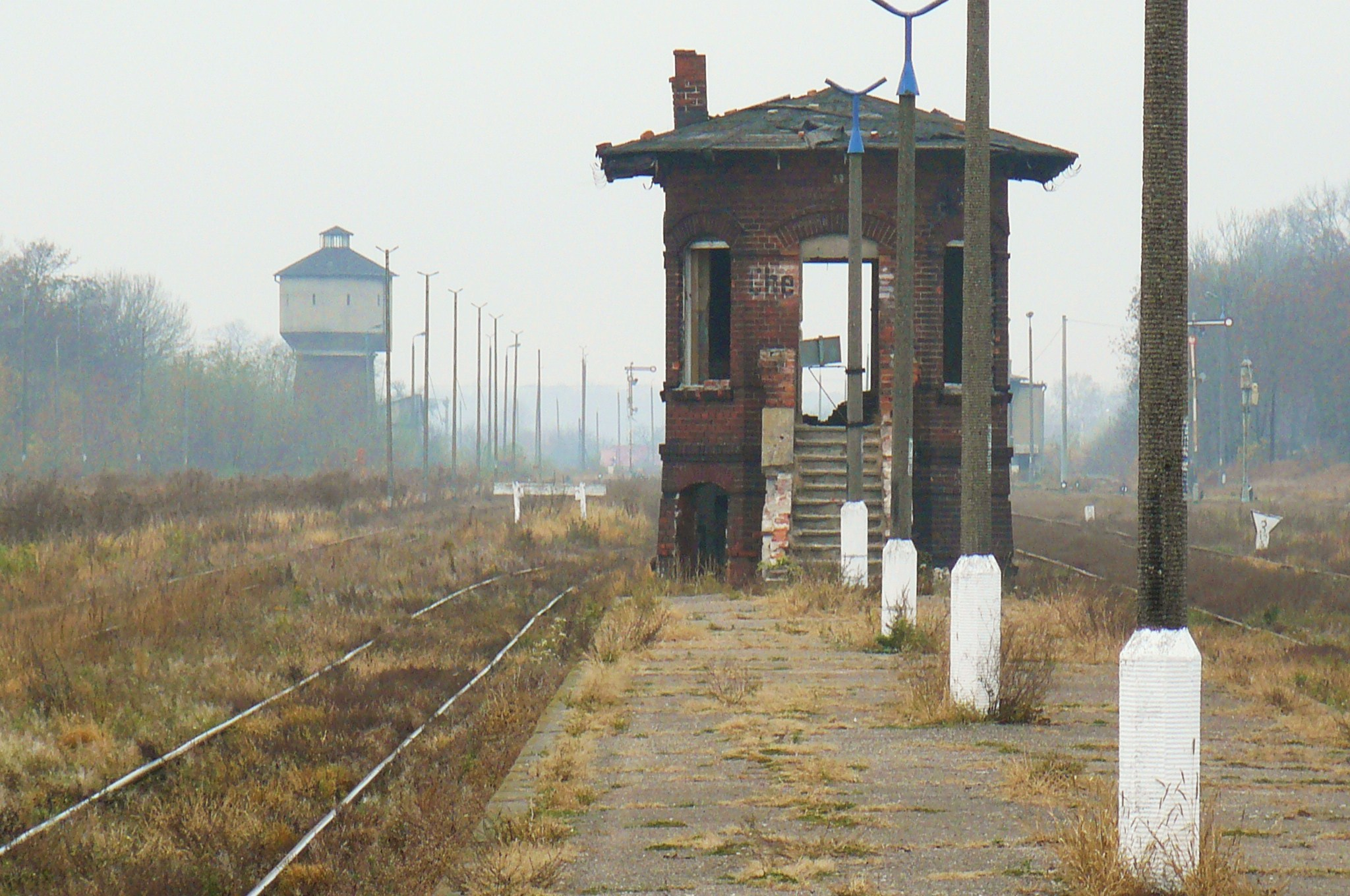
Widok z peronu na wieżę ciśnień
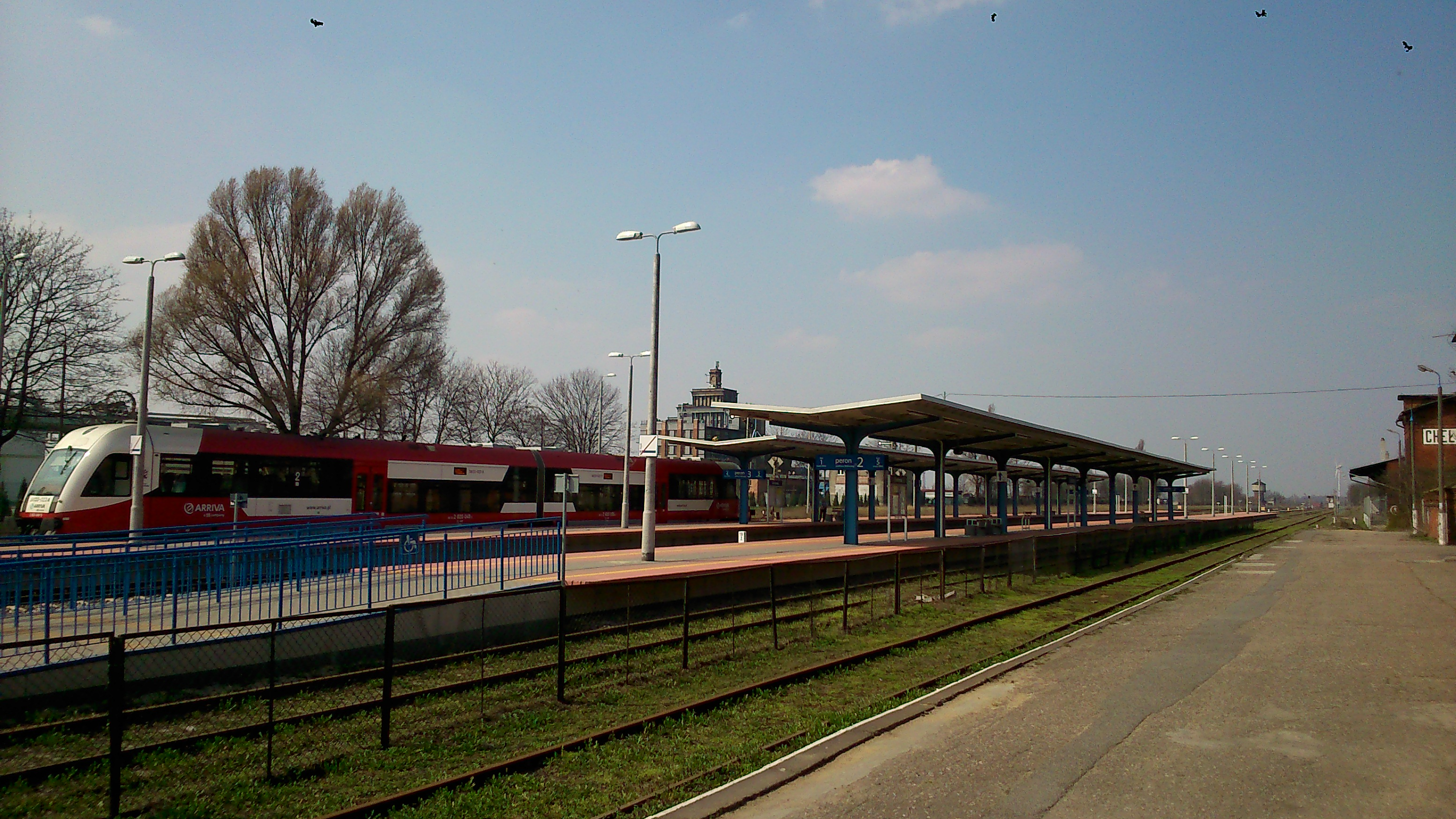
Widok peronów stacyjnych po modernizacji
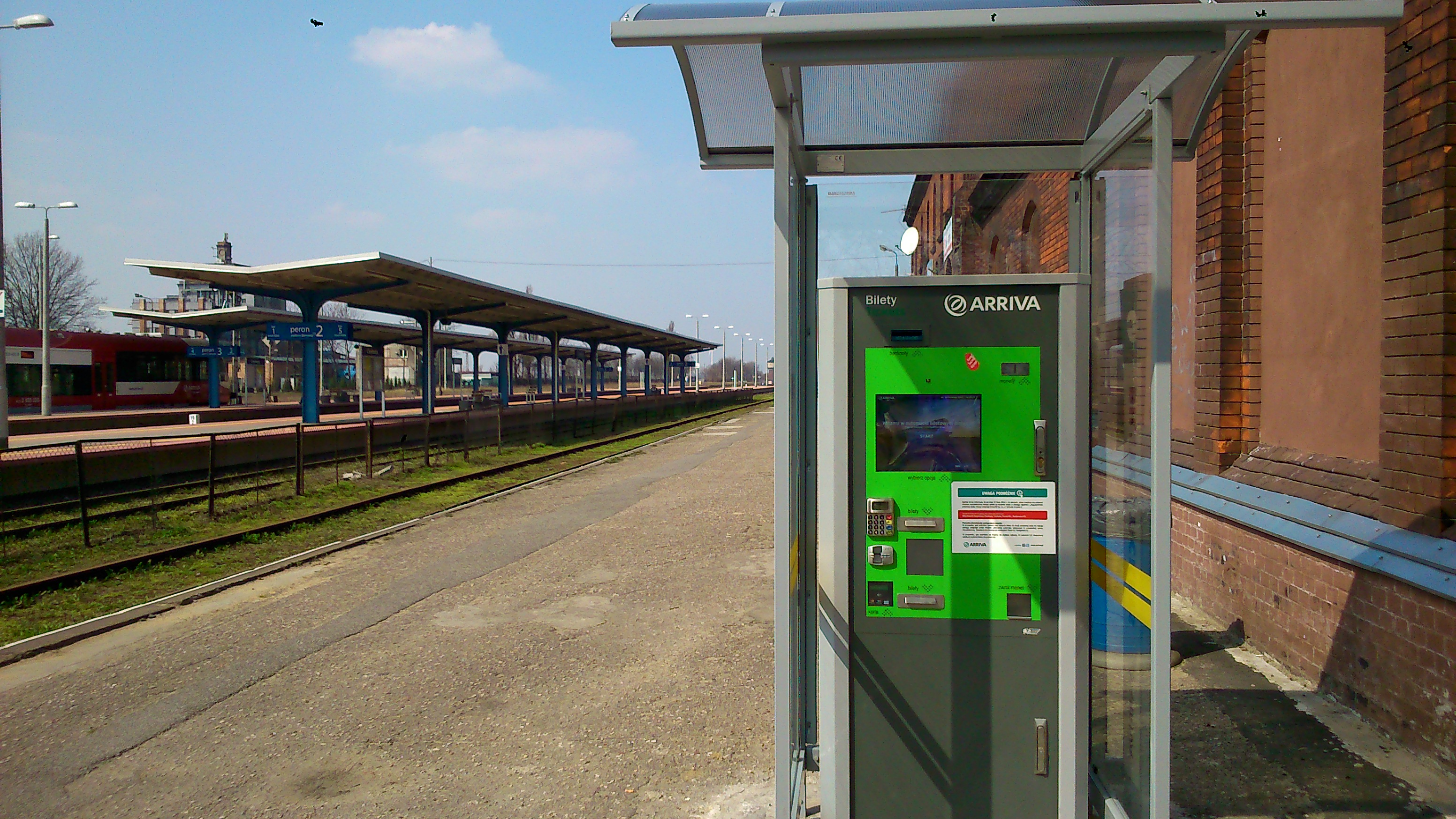
Biletomaty zamontowane na stacji po modernizacji
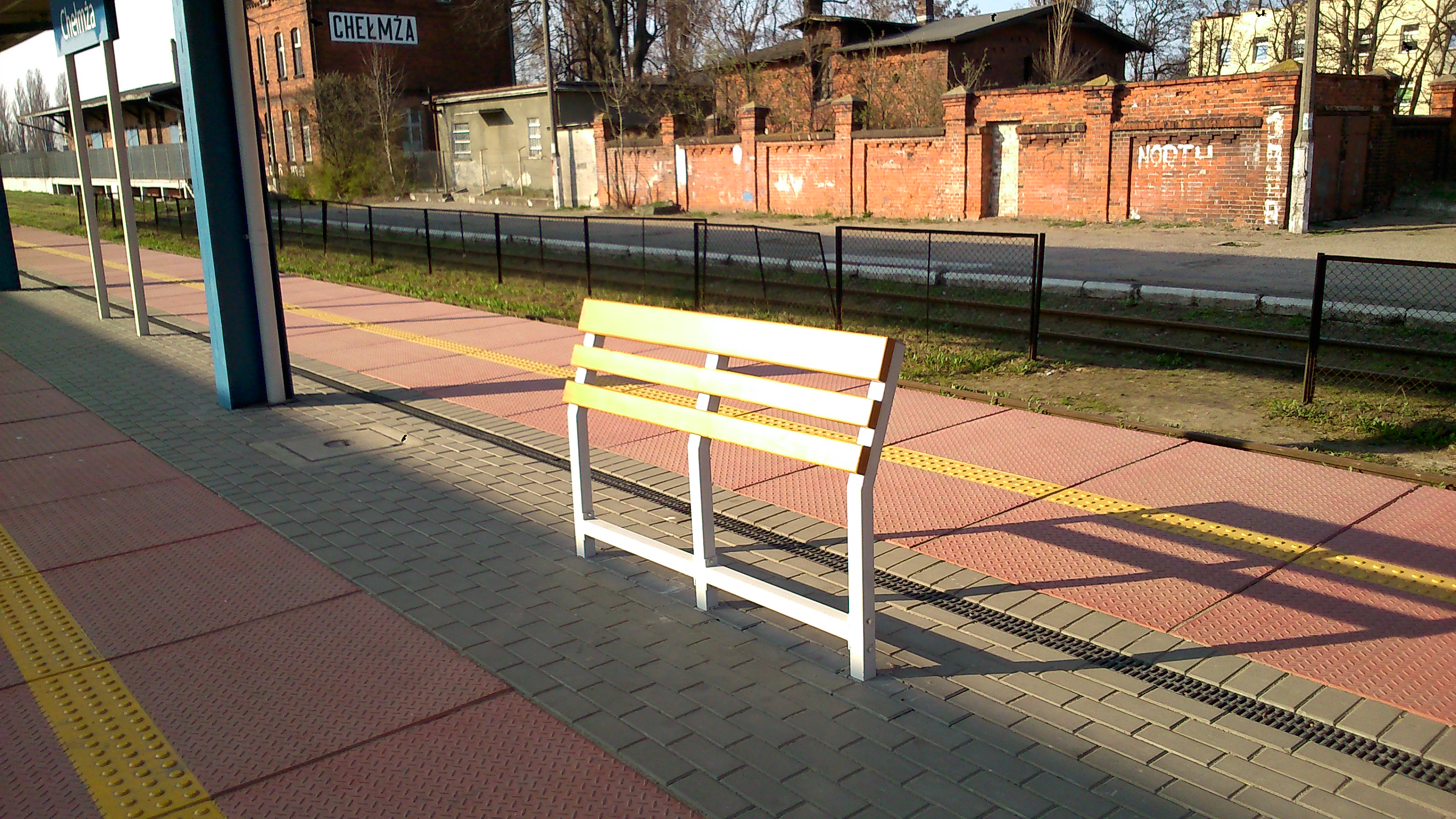
Mała architektura na zmodernizowanych peronach